# Юнайтед-центр
«Юнайтед Центр» (англ. United Center) — спортивний комплекс у Чикаго, Іллінойс (США), відкритий у 1994 році. Місце проведення міжнародних змагань із кількох видів спорту і домашня арена для команд Чикаго Блекгокс, НХЛ та Чикаго Буллс, НБА.